# Act of Supremacy

Hendrik VIII, afgebeeld door het atelier van Hans Holbein de Jonge

De Akte van Suprematie (Engels: Act of Supremacy) stelde koning Hendrik VIII van Engeland op 3 november 1534 aan als het hoofd van de Anglicaanse Kerk in Engeland. De aanname van de Akte van Suprematie en de daarbij behorende afscheiding van de Kerk van Engeland had vooral een persoonlijke reden voor Hendrik VIII.
Hendrik VIII was tegen de ideeën van de Reformatie en verdedigde de zeven sacramenten. Hij kreeg zelfs de titel Fidei Defensor ("verdediger van het geloof") toegekend door de paus, nadat hij een pamflet had geschreven waarin hij Maarten Luther van ketterij beschuldigde. Hij raakte echter ernstig in conflict met de Katholieke Kerk nadat Paus Clemens VII in 1527 weigerde de scheiding tussen hem en zijn eerste vrouw Catharina van Aragon goed te keuren. Hendrik wilde hertrouwen met zijn hofdame Anna Boleyn. Door de Act of Supremacy werd Hendrik VIII hoofd van een Engelse staatskerk. Het betekende het begin van de Anglicaanse Kerk, de vernietiging van de Katholieke Kerk in Engeland en de vernietiging van heel wat eeuwenoud erfgoed. Alle abdijen werden geconfisqueerd, de monniken verdreven en er werd een nieuwe economische bestemming gegeven aan de goederen. 
De Akte van Suprematie werd teruggedraaid in 1554 door koningin Mary Tudor, een dochter van Catharina en een overtuigd katholiek. Haar opvolgster, de protestantse Elizabeth I, een dochter van Anna, nam de tweede Akte van Suprematie aan in 1559. Deze tweede Akte van Suprematie bevestigde de Akte van Suprematie uit 1534, en plaatste de Engelse monarch weer aan het hoofd. Dit is tot op de dag van vandaag zo gebleven. 